# Miran Turk
Miran Turk, slovenski gospodarstvenik, * 19. februar 1932, Brje, † 2. marec 1995, Koper.

## Življenje in delo
Turk je leta 1960 diplomiral na ljubljanski PF. V letih 1966−1995 je bil zaposlen v podjetju Intereuropa v Kopru, od 1974 kot generalni direktor. Zaslužen je za hiter razvoj podjetja Inerevropa in integralnega prometa v državi.